# Szilveszter P. Szabó
Dans le nom hongrois Szabó Szilveszter P., le nom de famille précède le prénom, mais cet article utilise l’ordre habituel en français Szilveszter P. Szabó, où le prénom précède le nom.
Szilveszter P. Szabó (né le 1er janvier 1974) est un chanteur et acteur hongrois.

## Biographie

### Éducation et débuts
Fils d'une mère architecte, d'un père dentiste et petit-fils de pasteur, il passe sa jeunesse à dessiner dans le cimetière de sa ville. En parallèle, il suit des cours de musique dès l'école primaire.
Au lycée Esze Tamás, il poursuivit des études d'anglais supérieur et fréquente le département de biologie.
La filière scientifique le satisfait peu et il s'en détourne au profit d'une école de théâtre dirigée par Mária Nagy Gór. Il suit ainsi les pas de son arrière-grand-père, directeur d'un théâtre en Transylvanie (le Sarkadi Kabaré), et d'un parent éloigné, le dramaturge Imre Sarkadi.
Après avoir obtenu son diplôme, il foule brièvement les planches des théâtres Arany János et Új. En 1995, il intègre le Théâtre Vörösmarty de Székesfehérvár.
Le Budapesti Operettszínház (Théâtre de l'Opérette de Budapest) lui ouvre ses portes en 1996.

### Parcours studieux et consécration artistique
Pour Szilveszter P. Szabó, 1997 sera décisive. A l'âge de vingt ans, il incarne le rôle emblématique de la Mort dans la version hongroise d'Elisabeth. La comédie musicale, très populaire, est l'une des œuvres les plus jouées au Budapesti Operettszínház.
Il privilégie néanmoins les études et intègre l'Université d'art dramatique et cinématographique de la capitale.
Il retourne par la suite au Théâtre de l'Opérette où il se spécialise dans les rôles ambigus. Outre la Mort dans Elisabeth, il incarne Tybalt dans Roméo et Juliette, Colloredo dans Mozart !, Bernardo dans West Side Story, Obéron dans Songe d'une nuit d'été ou encore Rhett Butler dans Autant en emporte le vent. Sa popularité en Hongrie ne se démentira jamais par la suite.

### En dehors des planches
Szabó écrit des nouvelles et des scénarios depuis le lycée. En 2005, il réalise son court-métrage A Révész. Son film est projeté dans plusieurs festivals.
En parallèle, il enseigne le théâtre pendant quatre ans au Broadway Studio.
Ses autres passions inclus la composition, la mise en scène, la photo et la sculpture.

### Vie privée
Szilveszter P. Szabó est marié à la danseuse Gabriella Godó. Ils sont parents d'une fille, Panna Hanna Szabó.

## Principaux rôles au théâtre
- Grease
- Hair
- Elisabeth : La Mort
- Van, aki forrón szereti : Spats
- Egy csók, és más semmi
- Anna Karenina
- A három testőr : Rochefort
- Légy jó mindhalálig
- West Side Story : Bernardo
- Háztűznéző
- Jézus Krisztus szupersztár : Herode
- Chicago
- La Mancha lovagja : Dr. Carrasco
- Funny Girl : Nick Arnstein
- A kutya, akit Bozzi úrnak hívtak : Angelo
- Gólem : Simeon
- Kabaré : Konferanszié
- Mozart! : Colloredo
- Sweet Charity : Vittorio Vidal De Palma
- Rómeó és Júlia : Tybalt
- A balkon : Arthur/Hóhér
- A Szépség és a Szörnyeteg : La Bête
- Menyasszonytánc : Jonel
- Rudolf : Pfeiffer
- Párizsi élet : Bobinet
- A víg özvegy : Nyegus
- Oltári srácok : Isten
- Szentivánéji álom : Oberon
- Rebecca, a Manderley-ház asszonya : Lord Maximilian (Maxim) de Winter
- Koldusopera : Tigris Brown
- Márió és a Varázsló : Cipolla
- Miss Saigon : Professzor
- Abigél : Kőnig tanár úr
- A kaukázusi krétakör : Arkadij Cseidze, az Énekes
- A nyomorultak : Javert
- Bohém Casting : Erdő Ákos
- Jövőre, Veled, Itt! : George
- Ghost : Metrószellem
- A kaméliás hölgy : St. Gaudins
- Elfújta a szél : Rhett Butler
- Az ördög : János
- Isten pénze : Marley
- Özvegyek : Pincér
- Csínom Palkó : Béri Balogh Ádám / Feri
- Lady Budapest : Veres Pál
- Édeskettes hármasban : Vernon
- A bolond lány : Savigné vizsgálóbíró
- Virágot Algernonnak : Dr. Strauss
- Marie Antoinette : Orleans hercege
- A Notre Dame-i toronyőr : Claude Frollo
- Semmelweis : Semmelweis Ignác
- István,a király : Sur
- Apáca show : Curtis Jackson
- A baba : Markó
- Carousel/Liliom : Jigger Craigin
- A Pendragon legenda : Lord Owen Pendragon

## Filmographie
- 2022 : Örök Hüség

## Prix remportés
- Prix Help Snail (2004)
- Prix Help Snail (2006)
- Prix Mari-Jaszai (2008)
- Prix Artisjus (2011)